# Ježovský lom
Ježovský lom je přírodní památka v katastru obce Osvětimany v okrese Uherské Hradiště. Nachází se necelý jeden kilometr od obce Ježov poblíž další přírodní památky zvané Losky, která již leží v okrese Hodonín. Jedná se o opuštěný pískovcový lom s kolmými stěnami tvořenými sedimenty ze středního eocénu. Těžba zde byla ukončena v osmdesátých letech 20. století. Přírodní památka je v péči Krajského úřadu Zlínského kraje.

## Předmět ochrany
Lom je geologickou ukázkou flyšové sedimentace luhačovického souvrství. Jsou zde patrné sedimentologické znaky, jako například erozní podmořská koryta. Lokalita je významná i po stránce výskytu vzácných živočichů a rostlin. Žijí zde například modrásek vikvicový (Polyommatus coridon), saranče modrokřídlá (Oedipoda caerulescens) či kudlanka nábožná (Mantis religiosa). Rostou zde například zvonek okrouhlolistý (Campanula rotundifolia), radyk prutnatý (Chondrilla juncea), jetel rolní (Trifolium arvense), mateřídouška Kosteletzkyho (Thymus pannonicus), mochna stříbrná (Potentilla argentea), pelyněk ladní (Artemisia campestris), tařice kališní (Alyssum alyssoides) nebo čekanice porýnská (Centaurea stoebe). Horní partie lomu je porostlá borovicí lesní.